# Gennadi Wassiljewitsch Judin

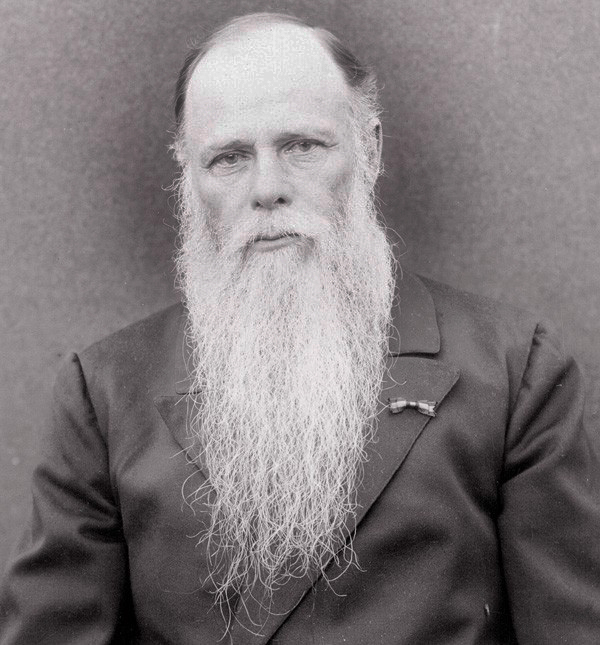
Gennadi Wassiljewitsch Judin

Gennadi Wassiljewitsch Judin (russisch Геннадий Васильевич Юдин; * 28. Februarjul. / 11. März 1840greg. in Sawodo-Jekaterininskoje (Ujesd Tara); † 17. Märzjul. / 30. März 1912greg. in Krasnojarsk) war ein russischer Kaufmann, Büchersammler und Mäzen.

## Leben
Judins Vater arbeitete von 1827 bis 1840 im Jekaterininski-Werk in verschiedenen Stellungen und wurde dann Kaufmann der III. Gilde. 1847 zog die Familie in die Gouvernementshauptstadt Tobolsk um. 1856 schloss Judin den Gymnasiumsbesuch ab. Bereits als Zwölfjähriger arbeitete er im System der Getränkebesteuerung mit.
Judin bildete sich selbständig weiter. Er studierte Deutsch und Französisch, abonnierte Zeitschriften, sammelte Bücher und führte einen ausgedehnten Briefwechsel mit Verwandten, Freunden und Kollegen. Er gewöhnte sich an, alle Briefe zu kopieren und zu einzelnen Büchern zusammenzustellen. So entstand das einzigartige Judinsche Archiv. Wenn er sich dienstlich in Krasnojarsk aufhielt, besuchte er fast jeden Tag das Theater.
1863 eröffnete Judin sein eigenes Handelsgeschäft mit einem Anfangskapital von 600 Rubel. Zunächst zählte er zu den befristeten Kaufleuten von Atschinsk. Dann wurde er Kaufmann der II. Gilde in Minussinsk. Er eröffnete ein Großhandelslager in Balachta und handelte mit Rum, Likören, Cognac und Wodkas (Zitronen-, Orangen-, Absinth-, Anis- und andere Wodkas). 1866 heiratete er die siebzehnjährige Priestersenkelin Jewgenija Michailowna Nigrizka aus Tomsk.
In der Lotterie gewann Judin einmal 200.000 Rubel und noch einmal 75.000 Rubel. Nicht weit von Balachta errichtete er die nach seinem Sohn Leonid benannte Brennerei. Dann erwarb er Goldfelder bei Atschinsk, Minussinsk und Jenisseisk. Zusammen mit K. S. Kurizyn gründete er die Ossinowski-Goldindustrie-Gesellschaft.
Von Januar 1869 bis Januar 1870 bereiste Judin den Nahen Osten. 1873–1874 lebte er in St. Petersburg. 1873 besuchte er die Weltausstellung in Wien. 1881 wurde der Bau seiner Brennerei abgeschlossen. Er besuchte die Weltausstellung Paris 1889. 1896 starb sein sechzehnjähriger Sohn Michail und 1899 sein 27-jähriger Sohn Wassili in Kiew.

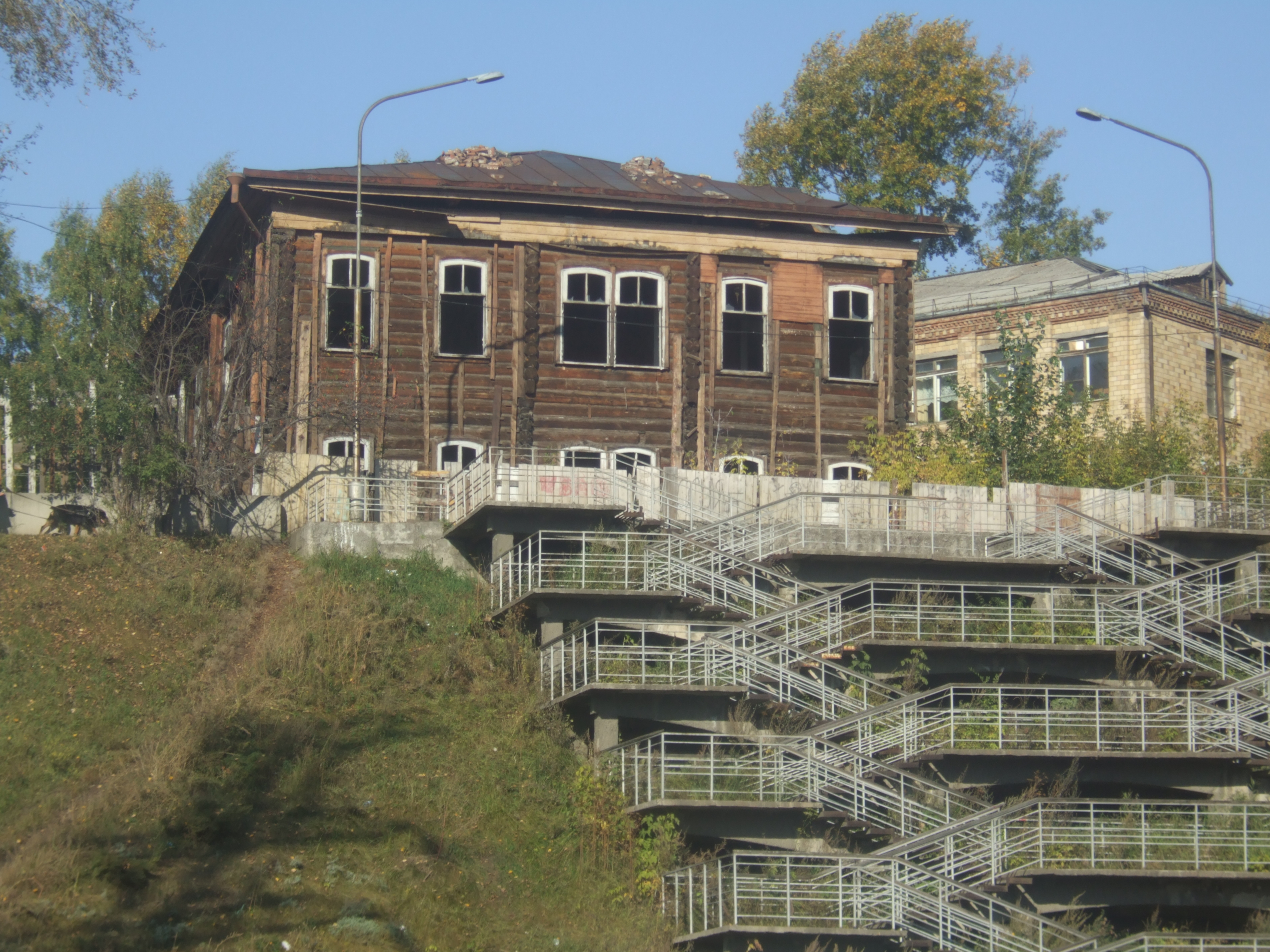
Judins Bibliotheksgebäude vor der Restaurierung

Judin sammelte Bücher und kaufte Sammlungen, in denen sich einmalige russische Ausgaben des 18. Jahrhunderts befanden, so Michail Wassiljewitsch Lomonossows Polydor, Alexander Nikolajewitsch Radischtschews Reise von Petersburg nach Moskau und die erste Ausgabe des Igorliedes. Er kaufte Handschriften, die sich auf die Erforschung Sibiriens bezogen und deren Zahl eine halbe Million erreichte (Landkarten, Berichte der russischen Kolumbusse sowie Handschriften von Nikolai Petrowitsch Resanow und Grigori Iwanowitsch Schelichow und Handschriften, die sich auf die Besiedelung Amerikas und des Fernen Ostens durch Russen bezogen). 1884 ließ er sich neben seiner Datsche in Tarakanowka auf dem Afontowa-Berg in Krasnojarsk für seine Bibliothek ein spezielles Holzgebäude bauen mit unverputzten Wänden, so dass die Bücher atmen konnten. Es gab Glasschränke und Katalogkästen, und erfahrene Bibliografen wurden eingestellt. Mithilfe der Archivare Nikolai Nikitowitsch Bakai und Iwan Timofejewitsch Sawenkow wurde Judins Archiv geordnet. Beim Bau des Gebäudes war ein Kurgan entdeckt worden, in dem eisenzeitliche Objekte gefunden wurden. Sawenkow stellte die Ergebnisse seiner Untersuchungen auf dem internationalen Anthropologie-Kongress in Moskau vor, wodurch der Afontowa-Berg weltweit bekannt wurde.
Judin betätigte sich auch als Verleger, indem er auf eigene Kosten mehr als 20 Buchprojekte zur Geschichte Sibiriens unterstützte und realisierte. Häufig erschienen Judins Bücher unter dem Pseudonym G. W. Jenisseiski. So kam 1893 das Buch des Kiewer Arztes M. N. Pargamin über die menschliche Sexualität in einer Auflage von 2550 Stück heraus. Mehr als 25.000 Rubel gab er für die Herausgabe von Semjon Afanassjewitsch Wengerows Handbuch der russischen Bücher aus, in dem alle zwischen 1708 und 1893 erschienenen russischen Bücher beschrieben werden sollten.
Im Frühjahr 1897 besuchte Wladimir Uljanow Judins Bibliothek, als er auf der Rückreise aus der Verbannung in Schuschenskoje sich zwei Monate in Krasnojarsk aufhielt. Judin zeigte ihm die Bibliothek und bot ihm deren Benutzung nach Belieben an. Zu den Themen Marxismus und Finanzen gab es nur wenige Bücher, so dass Uljanow nach wenigen Tagen nicht mehr wiederkam.
Als Judin 1906 stärker erkrankte und befürchtete, die Bibliothek im Hinblick auf die begonnene Revolution zu verlieren, beschloss er, die Bibliothek zu verkaufen. Mit Zeitungsinseraten auch in der Washington Post bot er die Bibliothek für einen im Vergleich zum Wert der 81.000 Stücke günstigen Preis von 250.000 Rubel an. Mit einem Brief an Nikolaus II. bot  er die Bibliothek dem Staat für 150.000 Rubel an, was wegen Geldmangels abgelehnt wurde. Der Leiter der Library of Congress Herbert Putnam kaufte die Bibliothek nach längeren Verhandlungen für 100.000 Rubel. Im Februar 1907 wurde die Bibliothek in 5 Güterwagen abtransportiert und innerhalb von 3 Monaten über Hamburg nach Washington, D.C. gebracht. Judins Sammlung wurde die Basis der slawischen Abteilung der Library of Congress. Teile der Sammlung wurden verkauft bzw. an Universitätsbibliotheken abgegeben.
Judin spendete reichlich zur Förderung der Bildung, der Medizin und der einheimischen Kurorte. 1907 wählte ihn die Krasnojarsker Stadtduma zum Ehrenkurator der gerade eröffneten 14. Gemeindeschule. Nach dem Spendenaufruf 1907 für den Bau des Romanow-Museums in Kostroma war seine 10.000-Rubel-Spende die größte Einzelspende. Das Museum ist jetzt das Kunstmuseum von Kostroma.
Judin sammelte weiter und baute eine zweite kleinere Bibliothek mit Raritäten auf. 1911 kaufte er 23,5 Pud Dokumente zur Geschichte des Handels in Kjachta. 1912 erwarb er das Archiv des Nertschinsker Journalisten Iwan Wassiljewitsch Bagaschew. Eine Veröffentlichung war vorgesehen. Das Archiv wurde aufgeteilt und ist größtenteils verloren.
Nach der Oktoberrevolution wurde Judins zweite Bibliothek mit über 10.000 Exemplaren verstaatlicht und der Jenisseisker Zentralbibliothek übergeben. Dazu gehörte auch eine wertvolle Sammlung von etwa 400 überwiegend französischen erotischen Büchern und Bildern. Ein Viertel der Sammlung ging verloren, indem der Bibliotheksleiter Tichonow Exemplare herausnahm und an Bekannte verteilte. 1939 wurden auf Initiative Sergei Nikolajewitsch Markows Reste der Judinschen Sammlungen in Krasnojarsk gefunden. Darunter befand sich auch die Beschreibung der ersten russischen Weltumseglung unter Adam Johann von Krusenstern und Nikolai Petrowitsch Resanow mit den Geschäftspapieren Resanows.
Seit 1990 führt die Krasnojarsker Staatliche Universalwissenschaftsbibliothek Konferenzen unter dem Namen Judin-Vorlesungen durch.